# Erin Doherty

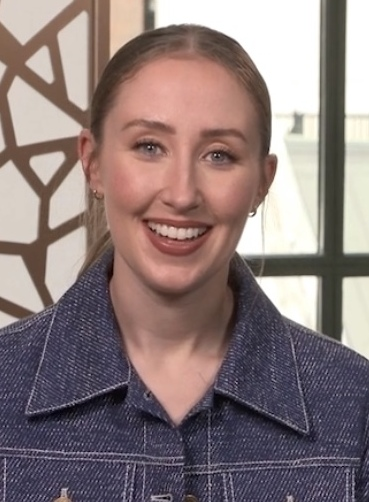
Erin Doherty (2022)

Erin Rachael Doherty (* 16. Juli 1992 in Crawley, West Sussex) ist eine britische Schauspielerin. Bekanntheit erlangte sie durch die Verkörperung der Prinzessin Anne aus der Serie The Crown.

## Leben und Karriere

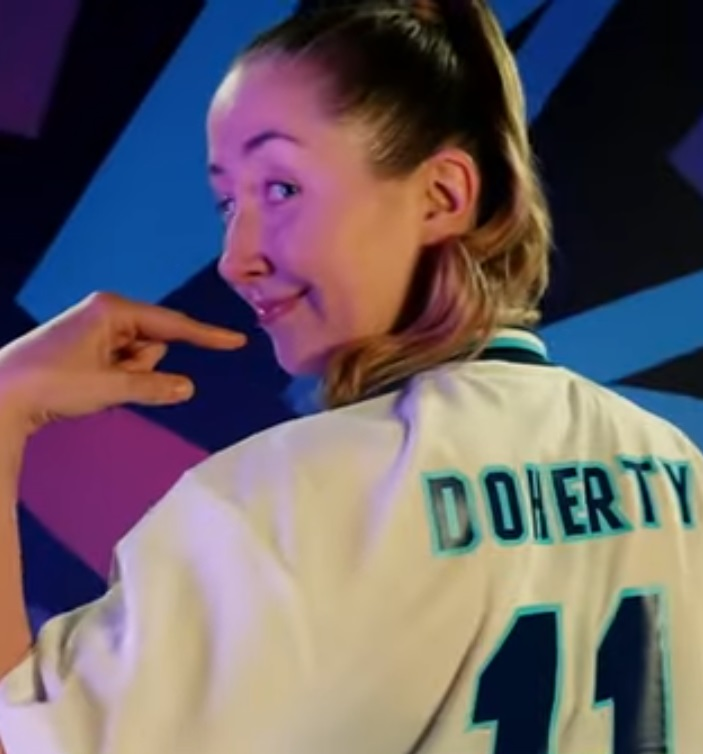
Erin Doherty, Soccer Aid for UNICEF 2024

Erin Doherty stammt aus der Grafschaft West Sussex und wuchs zusammen mit einer älteren Schwester im Stadtteil West Green ihrer Geburtsstadt auf. Ihre Eltern trennten sich, als sie vier Jahre alt war. Sie absolvierte ihre Schulausbildung an der Hazelwick School, wo sie ihr Interesse für das Schauspiel entdeckte. In ihrer Kindheit lernte sie Skaten und ist zudem Fußballfan, eine Sportart, die sie lange Zeit selbst professionell betrieb. Parallel besuchte sie seit ihrem vierten Lebensjahr, zusammen mit ihrer Schwester, jeden Sonntag einen Schauspielkurs. Später musste sie sich auf Wunsch ihrer Eltern entscheiden, ob sie Schauspielerin werden wolle oder stattdessen eine Karriere als Fußballspielerin anzustreben. Nachdem sie 2010 bei einem Theaterfestival in Bosnien auftrat, entschied sie sich endgültig Schauspielerin werden zu wollen. Nach dem Schulabschluss belegte sie einen einjährigen Schauspielkurs an der Guildford School of Acting, bevor sie an der Bristol Old Vic Theatre School akzeptiert wurde, auf der sie von 2012 bis 2015 ausgebildet wurde und die sie mit einem Bachelor of Fine Arts in Schauspiel abschloss. Danach stand sie für eine Inszenierung des Stücks Pink Mist am Bristol Old Vic für ihr erstes professionelles Theaterspiel auf der Bühne.
Seit ihrem Abschluss steht sie regelmäßig am Theater auf der Bühne. 2015 wurde Doherty mit dem Stephen Sondheim Society Student Performer of the Year Award für ihre Darbietung des Liedes Broadway Baby ausgezeichnet. 2017 wurde sie für ihre Darstellung im Stück Wish List mit dem Manchester Theatre Award ausgezeichnet. 2017 war sie in einer Gastrolle in der Serie Call the Midwife – Ruf des Lebens erstmals als Darstellerin vor der Kamera zu sehen. 2019 spielte sie als Fabienne eine kleine Rolle in der Miniserie Les Misérables. Im selben Jahr wurde sie für die dritte Staffel der Serie The Crown für die Darstellung der Prinzessin Anne besetzt, die sie bis 2020 darstellte. Durch die Rolle konnte sie ihre Bekanntheit beachtlich steigern und wurde zudem von der Kritik für ihre Darstellung sehr gelobt.
In Vorbereitung auf die Rolle studierte sie Gestik, Mimik und Sprache ihrer darzustellenden Person und befasste sich zudem mit dem Protokoll des Königlichen Hofes und den Pflichten als Mitglied der Königsfamilie.
Doherty ist lesbisch und war von 2018 bis März 2025 mit der Schauspielerin Sophie Melville liiert.

## Filmografie (Auswahl)
- 2017: Call the Midwife – Ruf des Lebens (Call the Midwife, Fernsehserie, Episode 6x02)
- 2019: Les Misérables (Miniserie, 2 Episoden)
- 2019–2020: The Crown (Fernsehserie, 15 Episoden)
- 2020: Intelligent Design
- 2022: Chloe (Fernsehserie, 6 Episoden)
- 2023: Firebrand
- seit 2024: A Thousand Blows (Fernsehserie)
- 2025: Adolescence (Miniserie, Episode 1x03)